# Ланглуа, Шибли
Шибли Ланглуа (фр. Chibly Langlois; род. 29 ноября 1958, Ла Валле, Республика Гаити) — первый гаитянский кардинал. Епископ Фор-Либерте с 8 апреля 2004 по 15 августа 2011. Епископ Ле-Ке с 15 августа 2011. Президент епископской конференции Гаити с 15 декабря 2011 по ноябрь 2017. Кардинал-священник с титулом церкви Сан-Джакомо-ин-Аугуста с 22 февраля 2014.